# 后五家站
后五家站是位于黑龙江省齐齐哈尔市后五家子村的一个铁路车站，邮政编码161033。车站建于1960年，有滨洲铁路经过该站，现办理货运业务，不办理客运业务，车站及其上下行区间均未电气化。车站距离哈尔滨站252公里，隶属哈尔滨铁路局，是四等站。